# موتومو أزاكي
موتومو أزاكي (باليابانية: 安崎 求) مواليد 07 مارس 1960 في نوبيوكا، ميازاكي، اليابان، هو مؤدي أصوات ياباني.

## الأدوار

### المسرح
- الليلة الثانية عشرة أو كما تشاء

### دراما تلفزيونية
- العصر الجليدي
- فتيات القوة
- الأميرة والضفدع

## وصلات خارجية
- موتومو أزاكي على موقع ميوزك برينز (الإنجليزية)
- موتومو أزاكي على موقع ميوزك برينز (الإنجليزية)
- موتومو أزاكي على موقع ANN person (الإنجليزية)